# Alla
Alla, Ałła – imię żeńskie prawdopodobnie pochodzenia greckiego i wywodzące się od gr. άλλη – „inna”. Używane przede wszystkim w Rosji, na Białorusi i Ukrainie.
Znane osoby o tym imieniu:
- Ałła Horska - ukraińska plastyczka, działaczka pokolenia lat 60, zaangażowana w obronę dysydentów.
- Ałła Kudriawcewa - rosyjska tenisistka
- Ałła Kusznir – izraelska szachistka rosyjskiego pochodzenia
- Ałła Borisowna Pugaczowa - radziecka i rosyjska piosenkarka, kompozytorka, aktorka, autorka tekstów, reżyserka i producentka muzyczna.
- Ałła Krawczuk - ukraińska polonistka, popularyzatorka języka polskiego i językoznawczyni, kierownik Katedry Filologii Polskiej na Uniwersytecie Lwowskim.

Postacie literackie:
- Ałła – jedna z postaci powieści Romana Bratnego Kolumbowie. Rocznik 20